# Helga Anton
Helga Anton (* 1. Januar 1923 in Krempe; † 24. September 2007 in Itzehoe, Schleswig-Holstein) war hauptberufliche Beterin und verfasste Bücher über Gebete.

## Leben
Helga Anton studierte Musik und war Geigerin. Mit 54 Jahren hatte sie ein Bekehrungserlebnis. In der Folge baute sie in ihrer Gemeinde, der St. Jakobi Kirchengemeinde in Itzehoe, einen Gebetsdienst auf, in dem sie mit Leuten betete, die mit Problemen und Sorgen zu ihr kamen. Als Pfarrer Pastor Hinrich Bues ihr anbot, den Gebetsdienst hauptamtlich zu machen, gab sie ihren Beruf auf und wurde hauptberufliche Beterin. Mit 66 Jahren veröffentlichte sie ihr erstes Buch Beten wirkt Wunder, dem neun weitere folgten. Helga Anton hielt auch noch in hohem Alter und fast erblindet Referate über Gebet bei Kongressen und Konferenzen.

## Werke
- Gottes Glanz in deinem Leben; Gießen: Brunnen-Verlag, 2007; ISBN 978-3-7655-1975-8
- Not lehrt beten; Gießen: Brunnen-Verlag, 2007; ISBN 3-7655-3938-4
- Brich auf zu neuem Leben; Gießen: Brunnen-Verlag, 2006; ISBN 3-7655-3938-4
- Lass dich von Gott überraschen; Gießen: Brunnen-Verlag, 2006; ISBN 3-7655-1924-3
- Die Macht des Namens Jesu. Leben in der Seelsorge Gottes; Gießen: Brunnen-Verlag, 2005; ISBN 3-7655-3841-8
- Nicht verzweifeln – beten!; Gießen: Brunnen-Verlag, 2003; ISBN 3-7655-3752-7
- Lass das Sorgen – bete! Gott hilft auch in den täglichen Nöten; Gießen: Brunnen-Verlag, 2002; ISBN 3-7655-3725-X
- Unter Gottes Augen leben. Wunder im Leben einer hauptberuflichen Beterin; Gießen: Brunnen-Verlag, 2001; ISBN 3-7655-3658-X
- Beten ist Freude … und wie man das erleben kann; Gießen: Brunnen-Verlag, 2001; ISBN 3-7655-3686-5
- Beten wirkt Wunder. Erfahrungen einer hauptberuflichen Beterin; Gießen: Brunnen-Verlag, 20015; ISBN 3-7655-3623-7